# Jeonji
Jeonji (†ca.420) was koning van Paekche, Korea. Volgens de kroniek Samguk Sagi regeerde hij van 405 tot 414.
Jeonji was de zoon van koning Asin. Hij groeide op in Japan. Na de dood van zijn vader en zijn terugkeer uit Japan moest hij afrekenen met zijn oom die de troon had ingepalmd. Behalve enkele diplomatieke missies is er over zijn korte regeerperiode weinig gekend. Hij werd opgevolgd door zijn zoon Guisin.